# مک‌کالوچ
مک‌کالوچ (انگلیسی: McCulloch) شرکت ابزارسازی آمریکایی است، که در سال ۱۹۴۳ تأسیس شد.